# Rob McConnell
Pour les articles homonymes, voir McConnell.
Rob McConnell, né le 14 février 1935 à London (Ontario) et décédé le 1er mai 2010  à Toronto, est un tromboniste de jazz, compositeur et arrangeur canadien.

## Discographie (sélection)
- The Boss Brass (1968)
- Boss Brass Two (1969)
- The Sound of the Boss Brass (1970)
- Rob McConnell & The Boss Brass (1971)
- Rob McConnell's Boss Brass 4 (1972)
- The Best Damn Band In The Land (1974)
- The Jazz Album (1976)
- Nobody Does It Better (1977)
- Big Band Jazz (1978)
- Boss Brass Again, Vol. 1 & Vol. 2 (1978)
- Singers Unlimited With Rob McConnell & The Boss Brass (1978)
- Are Ya Dancin' Disco (1979)
- Live in Digital (1980)
- Tribute (1980)
- Present Perfect (1981)
- All In Good Time (1982) Palo Alto Records
- Atras Da Porta (1983)
- Old Friends, New Music (1984)
- Boss Brass & Woods (1985)
- Mel Tormé/Rob McConnell & The Boss Brass (1987)
- The Brass Is Back (1991)
- Brassy & Sassy (1992)
- Our 25th Year (1993)
- Overtime (1994)
- Don't Get Around Much Anymore (1995)
- Velvet & Brass - Mel Tormé/Rob McConnell & The Boss Brass (1995)
- Three For The Road (1996)
- Even Canadians Get The Blues (1996)
- Play The Jazz Classics (1997)
- Big Band Christmas (1998)
- Concord Jazz Heritage CD (1998)